# 秋官课院之狄仁杰浮世传奇
《秋官课院之狄仁杰浮世传奇》，待播的中国大陆唐代古装电视剧，是钱雁秋執導的2018年的狄仁杰題材懸疑電視劇，钱雁秋在停筆八年後的神探狄仁傑題材再次執導作品。

## 播出时间
| 频道 | 所在地   | 播映日期 | 播出时间 | 备注 |
| ---- | -------- | -------- | -------- | ---- |
|      | 中国大陆 | 2020年   |          |      |

## 故事簡介
一起神秘的江湖血案后狄仁杰伤愈复出创办秋官课院，沥血培养探案接班人、破迷案。
一股神秘势力制造的串聯大案引发血战，江湖同時發動传言大周天下将会因此发生动荡，民心不穩朝政不堪擾亂，狄仁杰率元芳等人领命破案雖判斷準確，反败为胜却也疑点重重，损精兵强将多人、狄仁杰险些丧命，此事讓狄公在朝堂饱受诟病。狄仁杰開始思考自己人單力薄不是長久之計，養傷半年後復出创办“秋官课院”培养探案人才，学生无一不任三法司及各刑官的資歷，谁知秋官课院新生入学，便遭遇接连丧命...。

## 角色介紹
| 演員   | 角色     | 介绍                                     |
| 高旻睿 | 狄仁杰   | 武則天手下能人，大唐宰相。               |
| 樊驿宁 | 李元芳   | 狄仁杰得力助手，武功独步天下的禁衛軍大將 |
| 张子健 | 铁王爷   | 绝迹于江湖二十余载的神秘人物             |
| 麦迪娜 | 独孤莺儿 | 武则天贴身女官，协助狄仁杰勇破迷案       |

## 电视剧歌曲
| 曲序 | 曲目           |
| ---- | -------------- |
| 1.   | 无题（片头曲） |
| 2.   | 无题（片尾曲） |
| 3.   | 无题（插曲）   |